# Noppawan Lertcheewakarn

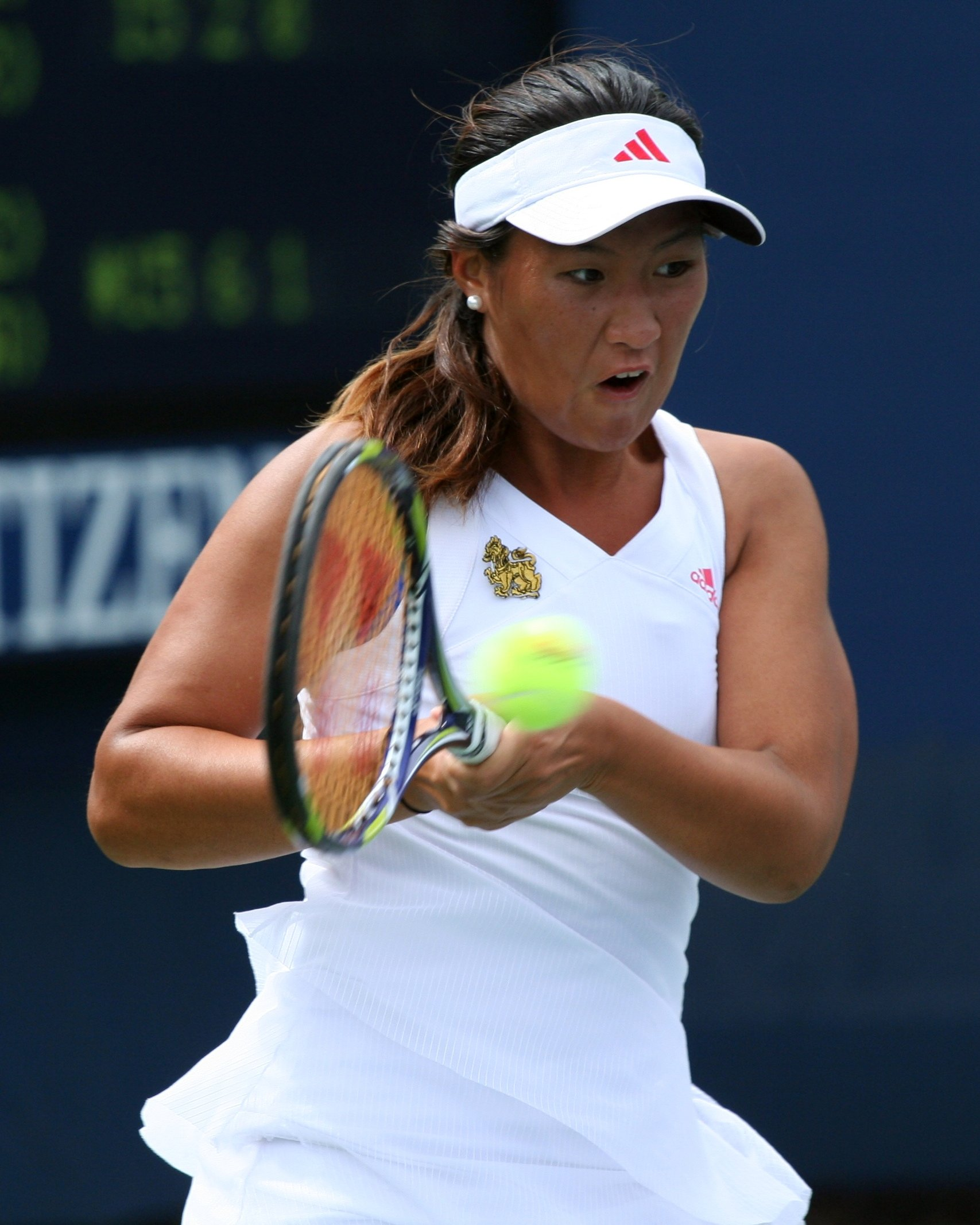
Noppawan Lertcheewakarn

Noppawan Lertcheewakarn, född 18 november, 1991 i Chiang Mai, är en thailändsk tennisspelare (junior). Hon har varit fjärde plats på världsrankingen, vilket är hennes högsta placering. Den placeringen var också den högsta en thailändare uppnått. Hennes främsta meriter är en dubbelseger tillsammans med Sandra Roma i flickdubbel vid US Open 2008. Hon slutade även på andra plats i flicksingel i Wimbledonmästerskapen 2008.